# Joseph Pilato
Joseph Pilato, detto Joe (Fitchburg, 16 marzo 1949 – Los Angeles, 24 marzo 2019), è stato un attore statunitense.
Divenne noto per la sua interpretazione del capitano Rhodes nel film Il giorno degli zombi di George A. Romero (1985).

## Filmografia

### Cinema
- Zombi (Dawn of the Dead), regia di George A. Romero (1978)

- Effects, regia di Dusty Nelson (1979)
- Knightriders - I cavalieri (Knightriders), regia di George A. Romero (1981)
- Il giorno degli zombi (Day of the Dead), regia di George A. Romero (1985)
- Gung Ho, regia di Ron Howard (1986)
- Terminal Force, regia di Fred Olen Ray (1989)
- Scuola militare (Shooters), regia di Peter Yuval (1989)
- Alienator, regia di Fred Olen Ray (1990)
- Empire of the Dark, regia di Steve Barkett (1991)
- Cause of Death, regia di Philip J. Jones (1991)
- The Evil Inside Me, regia di Tim Everitt (1993)
- Married People, Single Sex, regia di Mike Sedan (1994)
- Pulp Fiction, regia di Quentin Tarantino (1994)
- The Demolitionist, regia di Robert Kurtzman (1995)
- Passione fatale (Fatal Passion), regia di T.L. Lankford (1995)
- Secret Places, regia di John Henry Richardson (1996)
- Wishmaster - Il signore dei desideri (Wishmaster), regia di Robert Kurtzman (1997)
- Snake Skin Jacket, regia di Norman Gerard (1997)
- Visions - Premonizioni di un delitto (Visions), regia di David McKenzie (1998)
- Musica da un'altra stanza (Music from Another Room), regia di Charlie Peters (1998)
- L'ultima seduzione 2 (The Last Seduction II), regia di Terry Marcel (1999)
- Bloodbath, regia di Dan Speaker e Kim Turney (1999)
- Neon Signs, regia di Marc Kolbe (2002)
- This Way Out of Brooklyn, regia di Michael Serrian e Dean St. John (2002)
- The Ghouls, regia di Chad Ferrin (2003)
- Qualcuno bussa alla porta (Someone's Knocking at the Door), regia di Chad Ferrin (2009)
- The Black Box, regia di Jonathan Louis Lewis, Jerry Franck e David Sherbrook (2010)
- Shhhh, regia di Jason Rutherford (2014)
- Parasites, regia di Chad Ferrin (2016)
- The Chair, regia di Chad Ferrin (2016)
- Attack in LA, regia di Chad Ferrin (2018)
- Sinema, regia di Jason Rutherford (2024)

### Televisione
- Spenser (Spenser: For Hire) – serie TV, episodio 1x02 (1985)
- Febbre d'amore (The Young and the Restless) – serial TV, 1 episodio (1986)
- Le avventure di Brisco County Jr. (The Adventures of Brisco County, Jr.) – serie TV, episodio 1x07 (1993)
- Witch Hunt - Caccia alle streghe (Witch Hunt), regia di Paul Schrader - film TV (1994) - non accreditato

## Doppiatori italiani
Nelle versioni in italiano dei suoi film, Joseph Pilato è stato doppiato da:
- Michele Gammino in Il giorno degli zombi